# Širenje svemira
Širenje (ekspanzija) svemira predstavlja sadašnje shvatanje stanja svemira koje se zasniva na otkriću da se sve galaksije udaljavaju jedna od druge.

## Pojam širenja svemira
Udaljenosti između samih galaksija, metagalaksija i kvazara su mnogo veće od međuzvezdanih, i kreću se u granicama od nekoliko stotina hiljada do preko miliona svetlosnih godina. Te udaljenosti nisu stalne i neprestano rastu u toku vremena, što je uzrokovano fenomenom poznatim kao širenje Svemira. To znači da Svemir nije statičan nego dinamičan, tj.sve se menja i sve se kreće.

## Teorija o širenju svemira
Primena opšte teorije relativiteta na kosmologiju, kao i otkriće infracrvenog svetla koje dolazi iz galaksija izvan Mlečnog puta, dvadesetih godina XX veka doveli su do saznanja da se sve galaksije povlače. Teorija o širenju svemira zasniva se na crvenom pomaku, tj. pomeranju spektra astronomskih tela prema većim talasnim dužinama.Nije poznato da li će se svemir beskonačno širiti (otvoreni svemir) ili će u jednom trenutku doći do njegovog kolapsa u izuzetno gusto, zbieno stanje (zatvoreni svemir), iz kojeg je, prema teoriji velikog praska, i počeo da se širi.

## Pozitivno (ubrzano) širenje svemira
Dugo vremena je vladalo mišljenje da se širenje svemira usporava zahvaljujući gravitacionom privlačenju. Iz ovoga proizilazi da je starost svemira manja od 1/H (što je oko 14 milijardi godina). Prema ovoj teoriji mislilo se da će brzina širenja svemira postajati sve manja i da će svemir u jednom trenutku prestati da se širi i početi da se smanjuje sve dok u potpunosti ne nestane.Sredinom dvadesetih godina prošlog veka dva tima naučnika posmatrala su eksplozije supernovih u udaljenim galaksijama na rubu svemira pokušavajući da objasne fenomen širenje svemira i predvide njenu budućnost odnosno da potvrde tačnost i netačnost teorije da će svemir u dalekoj budućnosti nestati.Nakon posmatranja i velikog broja eksperimenata došlo se do zaključka da postoji još jedna nepoznata sila koja deluje nasuprot gravitacionom privlačenju i prisiljava udaljenje supernove na ubrzano širenje svemira i time udaljavanje između ostalih nebeskih tela.To otkriće je rušilo dotad važeće shvatanje da u svemiru postoji samo jedna odlučujuća sila gravitacije koja bi zbog svoje osobine da deluje među masama morala da usporava širenje svemira i celokupne materije svemira.Zbog ovog otkrića širenje svemira se sve više proučava i saznaje se sve više o svemiru, beskonačnom prostranstvu koje nas okružuje.

## Sudbina svemira
Zavisno od srednje gustine materije i energije u Svemiru, on će nastaviti da se širi zauvek ili će se gravitaciono usporiti i eventualno sabiti u „velikom stisku”. Generalno dokazi predviđaju da ne samo da nema dovoljno mase ili energije da uzrokuje ponovno sažimanje (rekolaps), nego se čini da se to širenje Svemira ubrzava i da će se širiti celu večnost.